# Tabanus signatus
Tabanus signatus är en tvåvingeart som beskrevs av Christian Rudolph Wilhelm Wiedemann 1820. Tabanus signatus ingår i släktet Tabanus och familjen bromsar.
Artens utbredningsområde är Tyskland. Inga underarter finns listade i Catalogue of Life.